# Realteam Racing
Le Realteam Racing est une écurie de sport automobile suisse fondée en 2013 par Esteban Garcia. Elle fait participer des voitures Sport-prototypes en catégorie LMP3 et LMP2 dans des championnats tels que les European Le Mans Series, la Michelin Le Mans Cup et le Championnat du monde d'endurance.

## Histoire

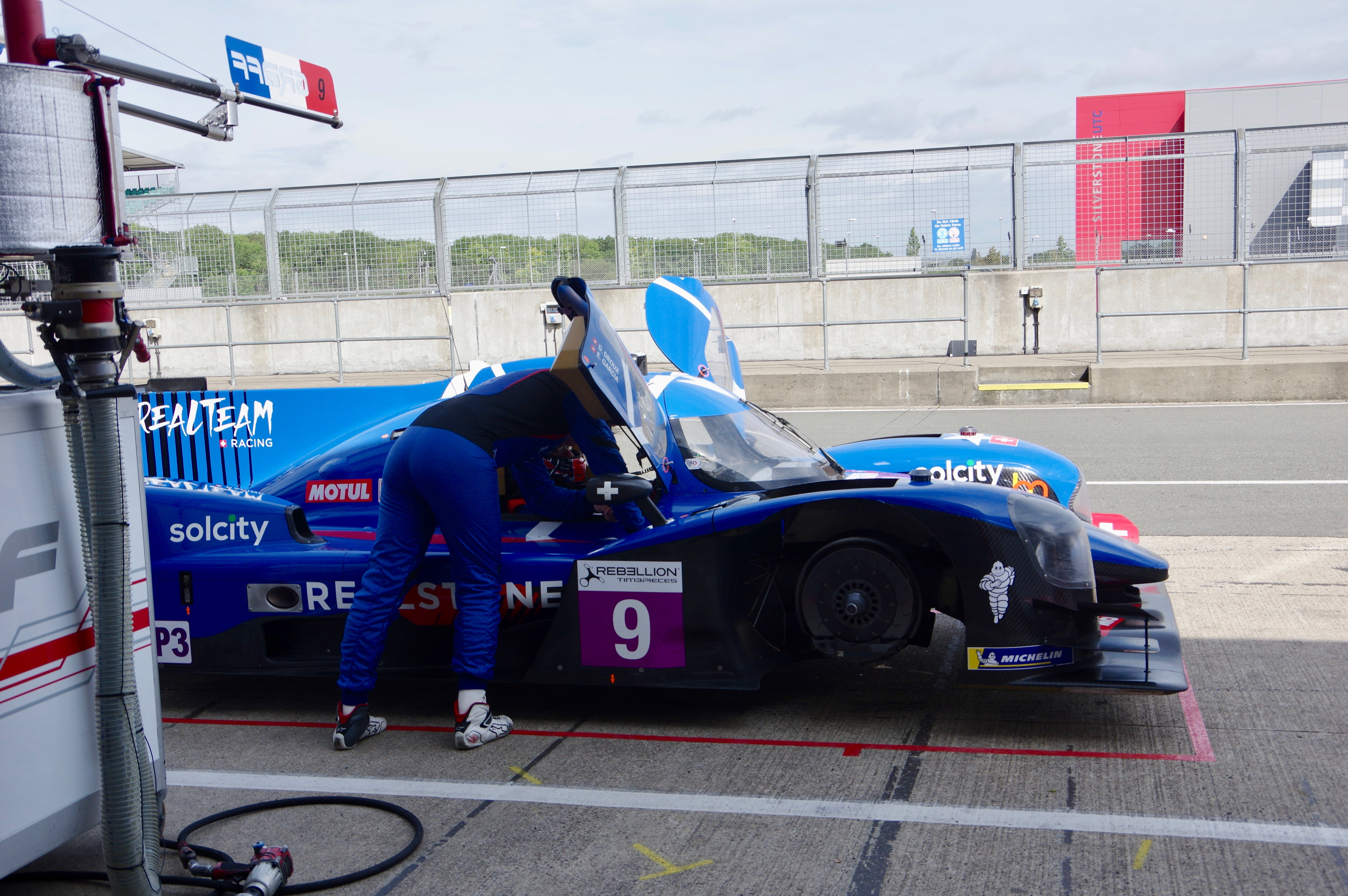
La Norma M30 de l'écurie lors des 4 Heures de Silverstone 2019

En 2019, à la suite de la création de l'écurie Realteam Racing par le pilote et entrepreneur suisse Esteban Garcia, celle-ci s'engage dans les championnats European Le Mans Series et Ultimate Cup Series en catégorie LMP3 avec une Norma M30. Les voitures sont confiées aux pilotes suisses Esteban Garcia et  David Droux pour le championnat  European Le Mans Series et aux pilotes suisses Esteban Garcia, Sébastien Page ou David Droux en Ultimate Cup Series suivant les manches. L'écurie est appuyée techniquement par la structure française Graff Racing.
En 2020, le Realteam Racing prend la décision de s'appuyer techniquement sur la structure française TDS Racing afin de participer au championnat European Le Mans Series dans la catégorie LMP3 avec une Ligier JS P320. Comme la saison précédente, la voiture est confiée à David Droux et Esteban Garcia. Esteban Garcia n'ayant pu se rendre disponible pour les 4 Heures de Portimão, il est remplacé par Julien Gerbi pour la dernière manche du championnat. L'écurie participe également à une manche du championnat Michelin Le Mans Cup, le Road to Le Mans.
En 2021, toujours avec la structure française TDS Racing, le Realteam Racing prend la décision de s'engager en Championnat du monde d'endurance dans la catégorie LMP2 avec une Oreca 07. Par rapport aux saisons précédentes, l'équipage de la voiture évolue et celle-ci est confiée à Esteban Garcia et aux pilotes français Loïc Duval et Norman Nato. Loïc Duval ayant été retenu par une obligation dans le championnat américain, il est remplacé par Mathias Beche pour les 8 Heures de Portimão.

## Résultats

### Résultats aux24 Heures du Mans
| Année | Copilotes                                  | Voiture           | Classe      | Tours | Pos. | Class Pos. |
| ----- | ------------------------------------------ | ----------------- | ----------- | ----- | ---- | ---------- |
| 2021  | Loïc Duval Norman Nato Esteban Garcia      | Oreca 07 - Gibson | LMP2 Pro/Am | 356   | 17e  | 12e        |
| 2022  | Rui Andrade Ferdinand Habsburg Norman Nato | Oreca 07 -Gibson  | LMP2        | 362   | 21e  | 17e        |

### Résultats enChampionnat du monde d'endurance
| Année | Châssis  | Moteur                              | Classe      | 1     | 2     | 3     | 4     | 5     | 6     | Position | Points |
| ----- | -------- | ----------------------------------- | ----------- | ----- | ----- | ----- | ----- | ----- | ----- | -------- | ------ |
| 2021  | Oreca 07 | Gibson GK428 4,2 L V8 atmosphérique | LMP2 Pro/Am | SPA 2 | POR 1 | MNZ 3 | LMS 3 | BHR 2 | BHR 2 | 2e       | 146    |

### Résultats enEuropean Le Mans Series
| Année | Châssis        | Moteur                              | Classe | 1     | 2        | 3     | 4      | 5     | 6     | Position | Points |
| ----- | -------------- | ----------------------------------- | ------ | ----- | -------- | ----- | ------ | ----- | ----- | -------- | ------ |
| 2019  | Norma M30      | Nissan VK50VE 5,0 L V8 Atmo         | LMP3   | LEC 7 | MON 4    | BAR 8 | SIL 11 | SPA 8 | POR 8 | 7e       | 31.5   |
| 2020  | Ligier JS P320 | Nissan VK56 5,6 L V8 Atmo           | LMP3   | LEC 4 | SPA Abd. | LEC 1 | MON 4  | POR 2 |       | 3e       | 68     |
| 2021  | Oreca 07       | Gibson GK428 4,2 L V8 atmosphérique | LMP2   | BAR   | RBR      | LEC   | MON 14 | SPA   | POR   |          |        |

### Résultats enMichelin Le Mans Cup
| Année | Châssis        | Moteur                    | Classe | 1   | 2   | 3   | 4     | 5      | 6   | 7   | Position | Points |
| ----- | -------------- | ------------------------- | ------ | --- | --- | --- | ----- | ------ | --- | --- | -------- | ------ |
| 2020  | Ligier JS P320 | Nissan VK56 5,6 L V8 Atmo | LMP3   | LEC | SPA | LEC | LMS 9 | LMS 11 | MON | POR |          |        |

## Pilotes
- Mathias Beche (2021)
- David Droux (2019-2020)
- Loïc Duval (2021)
- Esteban Garcia (2019-2021)
- Julien Gerbi (2020)
- Norman Nato (2021)